# Дворец Браницких (Любомль)

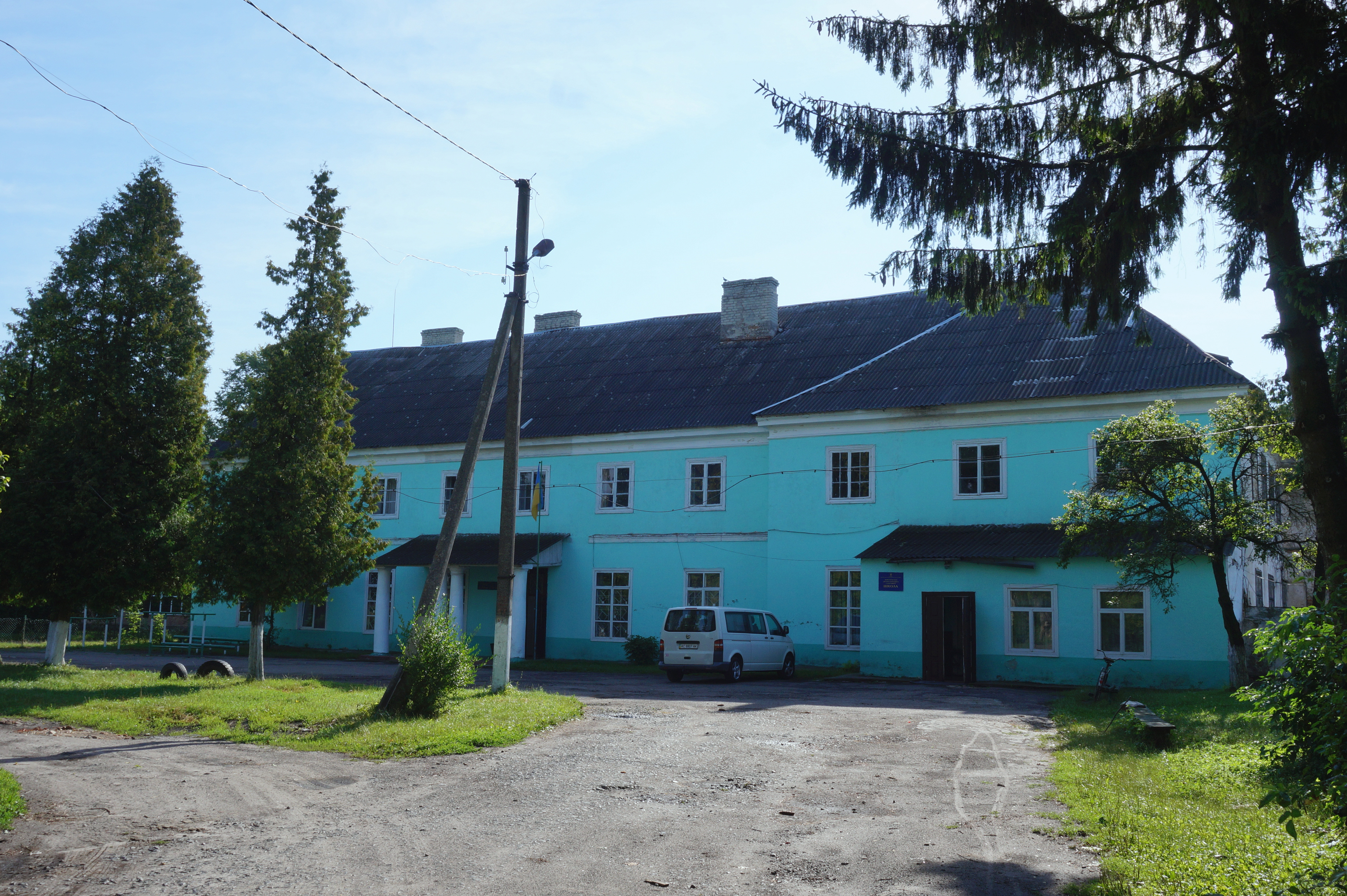
Дворец Браницких

Дворец Браницких (укр. Палац Браницьких) — южный флигель дворца в городе Любомль Волынской области Украины. Входил в состав дворцово-паркового ансамбля, построенного в Любомле Франциском Ксаверием Браницким во второй половине XVIII века. Сейчас в сохранившемся флигеле — детско-юношеская спортивная школа.
Дворец является памятником архитектуры национального значения.